# François Gonnessiat
| 915 Cosette    | 14 de dezembro de 1918 |
| 931 Whittemora | 19 de março de 1920    |

François Gonnessiat (Nurieux-Volognat, 22 de maio de 1856 — 18 de outubro de 1934) foi um astrônomo francês.
Trabalhou no Observatório de Lyon. Em 1889 recebeu o Prêmio Lalande de astronomia da Académie des Sciences. Em 1901 tornou-se diretor do Observatório Astronômico de Quito com o propósito de realizar medições geodésicas. Tornou-se membro conhecido e respeitado da vida acadêmica da cidade, tendo uma rua recebido seu nome. Foi diretor do Observatório de Argel de 1908 a 1931, onde um de seus colegas foi Benjamin Jekhowsky.
Observou extensivamente cometas, e descobriu dois asteroides. O asteroide 1177 Gonnessia foi batizado em sua homenagem.

## Obituário
- Obs 57 (1931) 386 (afirma incorretamente que ele foi diretor do Observatório de Argel somente até 1916, ver[1])